# DreamWorks Animation
DreamWorks Animation LLC (jednoduše též DreamWorks) je americké animační studio a dceřiná společnost Universal Pictures, které je dceřinou společností NBCUniversal konglomerátu Comcast. Studio bylo založeno ve městě Glendale v Kalifornii, ve kterém zároveň sídlí. Zabývá se produkcí animovaných celovečerních filmů, televizních pořadů a her ve virtuální realitě. Od svého založení vydalo celkem 41 filmů, počínaje filmem Mravenec Z z roku 1998 a konče Zlouni z roku 2022.
Studio založili roku 1994 zaměstnanci bývalého animačního odvětví Amblimation společnosti Amblin Entertainment. V jejich čele stál Steven Spielberg, Jeffrey Katzenberg a David Geffen. DreamWorks Animation bylo tehdy divizí filmového studia DreamWorks Pictures. V roce 2004 se studio oddělilo od mateřské společnosti a stalo se tak samostatnou firmou. DreamWorks Animation má v současné době v držení kampus Glendale a studia v Indii a Číně. Dne 22. srpna 2016 došlo ze strany společnosti NBCUniversal k akvizici studia DreamWorks Animation za 3,8 miliardy dolarů, které se tak stalo její dceřinou společností.
Ke květnu 2019 utržily filmy studia 15,019 miliardy dolarů. Patnáct jejich filmů je mezi 50 nejvýdělečnějšími animovanými filmy, přičemž Shrek 2 je jedenáctým nejvýdělečnějším filmem. Studio získalo také mnoho cen, například Cenu Akademie, Emmy a Annie.
Filmy produkované studiem DreamWorks Animation byly původně celosvětově distribuovány DreamWorks Pictures, a to od roku 1998 do roku 2006. Distribuci následně převzalo Paramount Pictures, které je vydávalo mezi lety a 2006 a 2012. Od roku 2013 do roku 2017 se o distribuci starala společnost 20th Century Fox. Universal Pictures celosvětově distribuuje filmy od vydání Jak vycvičit draka 3 v únoru 2019.

## Tvorba

### Filmy
1. Mravenec Z (2. října 1998)
2. Princ egyptský (18. prosince 1998)
3. Eldorádo (31. března 2000)
4. Slepičí úlet (23. června 2000)
5. Shrek (18. května 2001)
6. Spirit – divoký hřebec (24. května 2002)
7. Sindibád: Legenda sedmi moří (2. července 2003)
8. Shrek 2 (18. června 2004)
9. Příběh žraloka (5. listopadu 2004)
10. Madagaskar (27. května 2005)
11. Wallace & Gromit: Prokletí králíkodlaka (7. října 2005)
12. Za plotem (19. května 2006)
13. Spláchnutej (3. listopadu 2006)
14. Shrek Třetí (18. května 2007)
15. Pan Včelka (2. listopadu 2007)
16. Kung Fu Panda (6. června 2008)
17. Madagaskar 2: Útěk do Afriky (7. listopadu 2008)
18. Monstra vs. Vetřelci (27. března 2009)
19. Jak vycvičit draka (26. března 2010)
20. Shrek: Zvonec a konec (21. května 2010)
21. Megamysl (5. listopadu 2010)
22. Kung Fu Panda 2 (26. května 2011)
23. Kocour v botách (28. října 2011)
24. Madagaskar 3 (8. června 2012)
25. Legendární parta (21. listopadu 2012)
26. Croodsovi (22. března 2013)
27. Turbo (17. července 2013)
28. Dobrodružství pana Peabodyho a Shermana (7. března 2014)
29. Jak vycvičit draka 2 (13. června 2014)
30. Tučňáci z Madagaskaru (26. listopadu 2014)
31. Konečně doma (27. března 2015)
32. Kung Fu Panda 3 (29. ledna 2016)
33. Trollové (4. listopadu 2016)
34. Mimi šéf (31. března 2017)
35. Kapitán Bombarďák ve filmu (2. června 2017)
36. Jak vycvičit draka 3 (22. února 2019)
37. Sněžný kluk (27. září 2019)
38. Trollové: Světové turné (10. dubna 2020)
39. Croodsovi: Nový věk (25. listopadu 2020)
40. Divoký Spirit (4. června 2021)
41. Mimi šéf: Rodinný podnik (2. července 2021)
42. Zlouni (22. dubna 2022)
43. Kocour v botách: Poslední přání (22. prosince 2022)
44. Krakenteena Ruby (Červen 2023)
45. Trollové 3 (Listopad 2023)
46. Orion a tma (Únor 2024)
47. Kung Fu Panda 4 (2024)
48. Rozzum v divočině (2024)
49. Zlouni 2 (2025)

### Televizní seriály
1. Toonsylvania (1998–1998)
2. Vpád do Ameriky (1998–1998)
3. Father of the Pride (2004–2005)
4. Tučňáci z Madagaskaru (2008–2015)
5. Neighbors from Hell (2010–2010)
6. Kung Fu Panda: Legendy o mazáctví (2011–2016)
7. Jak vycvičit draky (2012–2018)
8. Monstra vs. Vetřelci (2013–2014)
9. Turbo R.A.Ke.Ta. (2013–2016)
10. Sláva králi Jelimánovi (2014–2017)
11. Dobrodružství Kocoura v botách (2015–2018)
12. Dynotrux (2015–2018)
13. Show pana Peabodyho a Shermana (2015–2017)
14. Úsvit Croodsových (2015–2017)
15. Noddy, detektiv v zemi hraček (2016–2020)
16. Voltron: Legendární obránce (2016–2018)
17. Konečně doma – Dobrodružství Tipy a Oha (2016–2018)
18. Lovci trolů od Guillerma Del Toro (2016–2018)
19. Spirit volnost nadevše (2017–2019)
20. Trollové – Zpíváme dál (2018–2019)
21. Mimi šéf: zpátky ve hře (2018–2020)
22. The Adventures of Rocky and Bullwinkle (2018–2019)
23. Herveyho děvčata – napořád! (2018–2020)
24. Hrdinné příběhy kapitána Bombarďáka (2018–2019)
25. She-Ra a princezny moci (2018–2020)
26. Kung Fu Panda – Tlapky osudu (2018–2019)
27. 3 mimo: Příběhy z Arkádie (2018–2019)
28. Kde je Valda? (2019–2021)
29. Archibaldovy velké plány (2019–2020)
30. Dračí záchranáři (2019–2020)
31. Cleopatra in Space (2019–2021)
32. Rychle a zběsile: Závodníci v utajení (2019–2021)
33. Kipo a divotvorná zvířata (2020)
34. Pohádková lhota (2020–2021)
35. Kouzelníci: Příběhy z Arkádie (2020)
36. Madagascar: A Little Wild (2020–2022)
37. Jurský svět: Křídový kemp (2020–2022)
38. The Mighty Ones (2020–2022)
39. Odpojený Doug (2020–2021)
40. Trolls: TrollsTopia (2020–2022)
41. Gábinin kouzelný domek (2021–2023)
42. Utíkej, pejsku! (2021–2023)